# Pornokracja

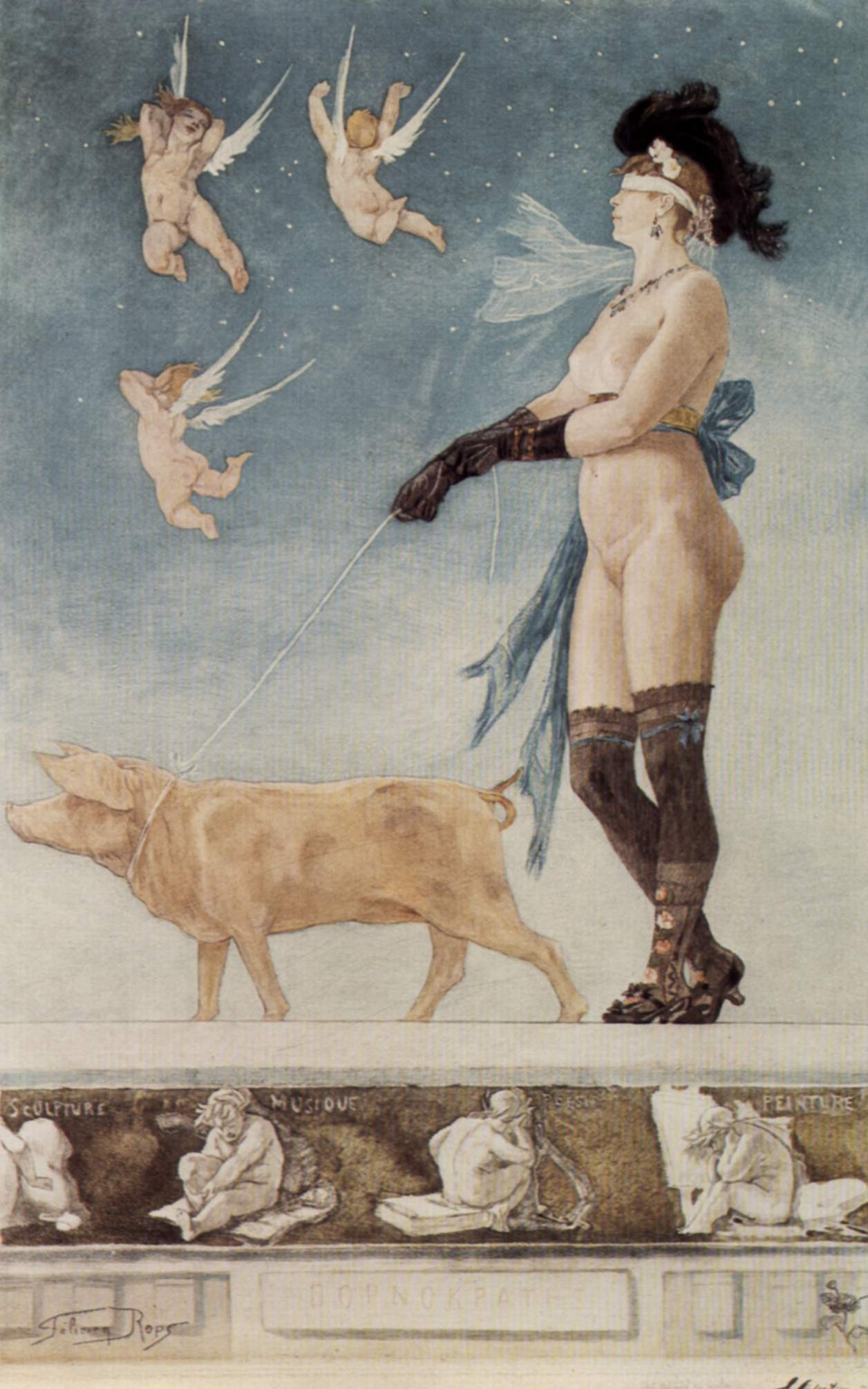
Félicien Rops, Pornokracja (1878)

Pornokracja (gr. porne ‘prostytutka’ i kratein ‘rządzić’), zwane także saeculum obscurum – neologizm określający sposób sprawowania władzy, w którym duży wpływ na osobę rządzącego mają prostytutki. Historycznie określenie to dotyczy okresu w pierwszej połowie X wieku, który rozpoczął się od pontyfikatu papieża Sergiusza III (od 904), a skończył się wraz ze śmiercią papieża Jana XII (w 964), w którym silny wpływ na papiestwo miała rodzina Teofilaktów, a szczególnie Teodora i jej córka Marozja.
Według niepotwierdzonych informacji Marozja była konkubiną papieża Sergiusza III, a ich synem miał być późniejszy papież Jan XI (alternatywnie ojcem Jana XI był Alberyk I ze Spoleto).
Teofilakt i jego żona Teodora zachowali silne wpływy za pontyfikatu kolejnych papieży: Anastazego III i Landa. W marcu lub kwietniu 914 Teofilakt doprowadził do wyboru Jana X. Ten jednak próbował uniezależnić się od wpływu rzymskich rodów i zawarł porozumienie z Hugonem z Arles, królem Italii od 926. Marozja wraz ze swoim mężem Gwidonem, markizem Toskanii, zbuntowała się przeciwko papieżowi i doprowadziła do jego uwięzienia w Zamku św. Anioła, gdzie prawdopodobnie na jej polecenie Jan X został uduszony.
Kolejnym papieżem został, jeszcze za życia uwięzionego Jana X, Leon VI. Według niektórych autorów Leon VI został uwięziony i otruty na polecenie Marozji.
Teodora i Marozja, jako przedstawicielki rodu sprawującego władzę polityczną w Rzymie, miały niewątpliwie wpływ na wybór papieży w tamtym okresie. Jednak trwają spory, czy wszystkie ze stawianych im oskarżeń mogą zostać udowodnione. Większość z nich to tylko domniemania, a informacje o pornokracji pochodzą z historii spisanej przez Liutpranda, biskupa Cremony. Liutprand brał udział w zgromadzeniu biskupów, którzy usunęli papieża Jana XII, był też politycznym nieprzyjacielem Rzymu. Jest opisywany przez katolicką encyklopedię jako „stronniczy i często niesprawiedliwy dla swoich przeciwników”.

## Lista papieży okresu pornokracji
- Sergiusz III (904–911), domniemany kochanek Marozji
- Anastazy III (911–913)
- Lando (913–914)
- Jan X (914–928), rzekomo zabity przez Marozję
- Leon VI (928–928)
- Stefan VII (928–931)
- Jan XI (931–935), przypuszczalny syn Marozji i Sergiusza III
- Leon VII (936–939)
- Stefan VIII (939–942)
- Maryn II (942–946)
- Agapit II (946–955)
- Jan XII (955–963 i ponownie 964)
- Leon VIII (963–965)